# Samuel Matete
Samuel Matete, född 27 juli 1968, är en före detta  friidrottare från Zambia som tävlade i häcklöpning.
Matete tävlade huvudsakligen på 400 meter häck och vann VM-guld på distansen vid VM i Tokyo 1991. Det var den första gången en friidrottare från Zambia vann VM-guld. Han blev silvermedaljör två gånger vid VM och vid OS 1996. Dessutom vann Matete vid Afrikanska mästerskapen 1998 och Samväldesspelen 1994.

## Personliga rekord
- 400 m häck - 47,10 (1991)
- 400 m - 44,88 (1991)
- 200 m - 21,04 (1989)
- 100 m - 10,77 (1989)